# Faculdade Metropolitana de Manaus
O Centro Universitário CEUNI-FAMETRO, também conhecido como FAMETRO, é uma universidade privada brasileira sediada em Manaus, com campi espalhados pelo Amazonas e também em outras localidades das regiões Norte e Centro-Oeste do Brasil sendo uma instituição dedicada ao ensino presencial e a distância (EaD).
Recebeu autorização do MEC em 13 de setembro de 2002 para atuar no âmbito do curso de Administração, e depois expandiu sua grade para os cursos de Normal Superior, Contabilidade, Serviço Social, Sistemas de Informação, Fisioterapia, Arquitetura, Psicologia e Pedagogia. Em 2007, foi-lhe concedido o direito de atuar nos cursos de Direito, Nutrição e Enfermagem,. Em 2017 a instituição recebeu autorização do MEC para o curso de Medicina, com nota 5, conceito que o coloca entre os melhores do país, neste mesmo ano a antiga Faculdade Metropolitana de Manaus foi Credenciada como Centro Universitário em transformação da Faculdade Metropolitana de Manaus através da Portaria Ministerial Nº 1.610, de 28 de fevereiro de 2017, permitindo assim maior autonomia para autorizações de determinados cursos e abertura de Unidades.
Em março de 2023, pelo sexto ano consecutivo, o CEUNI-FAMETRO manteve o primeiro lugar absoluto entre as Instituições de Ensino Superior (IES) mais bem avaliadas no estado do Amazonas, com nota 4 no Índice Geral de Cursos (IGC), ficando à frente das universidades Estadual e Federal (UEA e UFAM), e do Instituto Federal de Educação, Ciência e Tecnologia do Amazonas (IFAM).
Já em agosto do mesmo ano, recebeu nota 5 em seu recredenciamento institucional, conquistando o reconhecimento máximo do Ministério da Educação e, conceito máximo no reconhecimento do curso de Medicina, com nota 5, mantendo assim  a excelência do curso na região.
Atualmente, o curso conta com mais de 70 cursos presenciais e mais de 30 cursos a distância, bem como possui convênios com Universidades estrangeiras como a Universidade de Oviedo, Universidade de Évora, Nihon Gakko University e Universidade de Bolonha.

### Empreendedimentos
Em 2019, o Grupo Fametro, entidade mantenedora do Centro Universitário, anunciou a compra do prédio histórico da Santa Casa de Misericórdia de Manaus que recebe reformas em sua estrutura para revitalizar o hospital centenário, onde também será construído um hospital universitário. Em 2020 adquiriu o icônico Tropical Hotel, que desde então passa por reformas para modernização de sua estrutura, com inauguração prevista para 2025 que será administrado por uma das maiores bandeiras hoteleiras do mundo.